# Malaucène
 Malaucène  es una población y comuna francesa, en la región de Provenza-Alpes-Costa Azul, departamento de Vaucluse, en el distrito de Carpentras y cantón de Malaucène.
Está integrada en la Communauté d'agglomération du Grand Avignon.

## Geografía
Situada al norte de Vaucluse, en el borde del departamento de Drôme, Malaucène es un pueblo provenzal ubicado a 350  m de altura, al pie de la ladera norte del Mont Ventoux, del cual es su puerta de entrada principal. El pueblo creció alrededor de su viejo 'castillo', más exactamente una torre fuerte. La población está rodeada por un bulevar circular bordeado de plátanos centenarios. La ciudad está atravesada por la fuente de Groseau que en el pasado fue una zona de intensa actividad con muchos molinos, hilanderías y hasta 2009 fábricas de papel. 
Malaucène está a 9 km al sur de Vaison-la-Romaine y a 18 km al norte de Carpentras, y a menos de 50 km de la estación de la línea de tren de alta velocidad y del aeropuerto de Aviñón , a 30  km de la autopista A7 y a menos de 40 km de Orange y la autopista A9.

## Demografía
| 1780 | 1940 | 1955 | 2096 | 2172 | 2538 |
| Para los censos de 1962 a 1999 la población legal corresponde a la población sin duplicidades (Fuente: INSEE [Consultar]) |      |      |      |      |      |